# Fundamentalismo cristiano

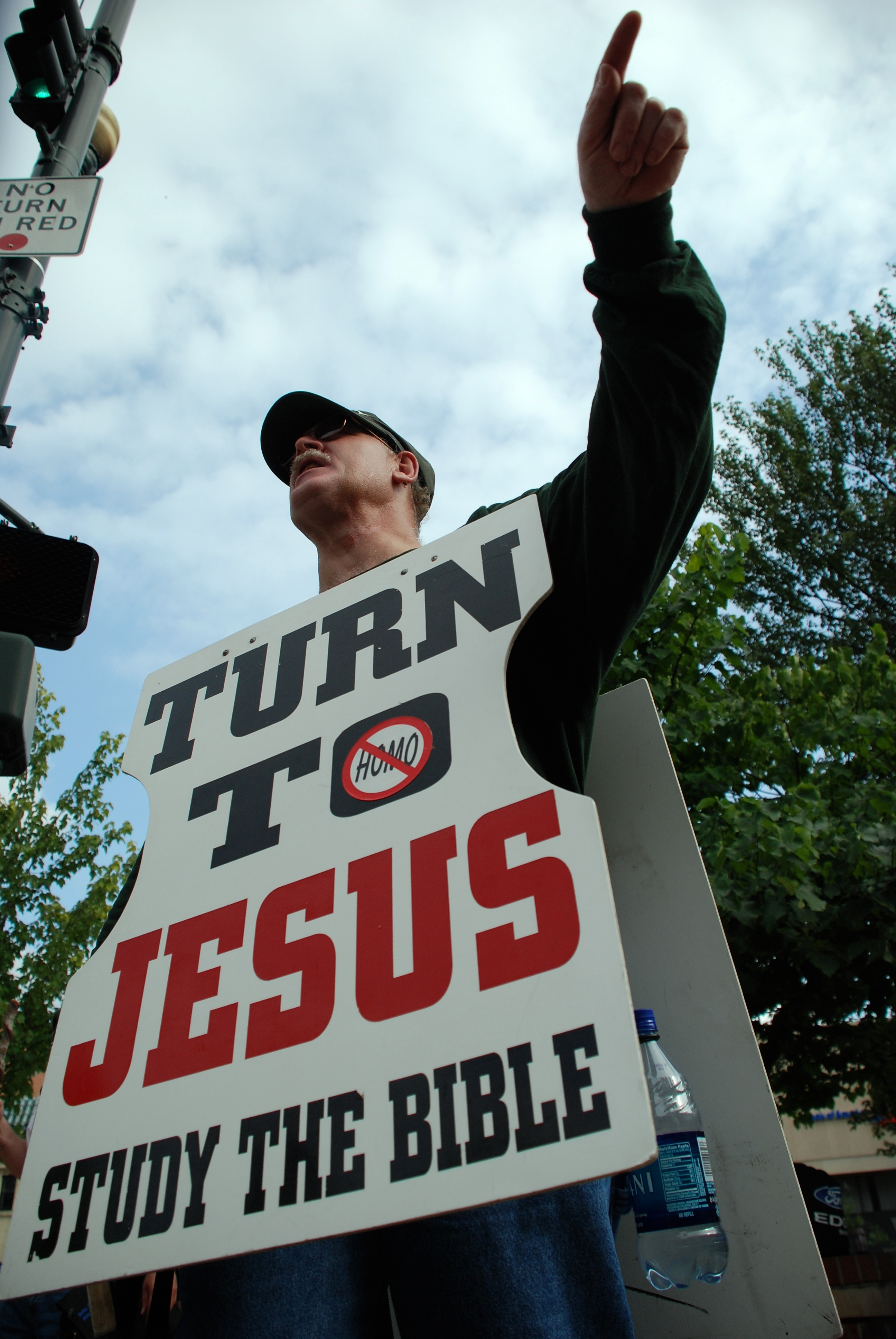
Un manifestante evangélico predicando durante las protestas contra el festival musical Bele Chere en Asheville, Carolina del Norte en 2007. En el cartel que sostiene, dice lo siguiente: "Turn to Jesus - Study The Bible" (Vuelve a Jesús, estudia la Biblia). Nótese que en la "O" se muestra un símbolo de rechazo con la palabra homo en referencia a la condena pública del fundamentalismo cristiano al colectivo LGBT.

El fundamentalismo cristiano es el movimiento ultraconservador surgido entre los cristianos protestantes en Estados Unidos, a finales del siglo XIX como consecuencia de las teorías de la alta crítica alemana y el liberalismo teológico. Se caracterizan por lo general en estipular: la inerrancia de la Biblia y su historicidad plena, el literalismo bíblico, la adhesión a la literalidad de la creación del mundo por Dios en una semana (rechazo de la Teoría de la Evolución), la independencia de la Iglesia respecto el Estado, el nacimiento virginal de Jesús, y el rapto de los creyentes a la segunda venida de Cristo con el Milenio.

## Origen e historia
El fundamentalismo provino de múltiples corrientes extremistas en las teologías británicas y estadounidenses:

### Puritanismo
El fundamentalismo cristiano se remonta a los primeros colonizadores de Boston y Nueva Inglaterra, llegados a partir de 1620, y a quienes se les conoce como los Peregrinos puritanos. Venían de Inglaterra y Holanda, huyendo de naciones donde se les perseguía por sus creencias religiosas.
Los puritanos creían que estaban en un pacto social con Dios y que fueron elegidos por Él, para ayudar a redimir al mundo mediante la total obediencia a su voluntad. Si fueran fieles al pacto, serían bendecidos; si no, fracasarían. Dentro de una visión teocrática, era responsabilidad del gobierno hacer cumplir las normas morales y garantizar que se estableciera y se mantuviera el verdadero culto religioso. En las colonias puritanas, la iglesia congregacional funcionaba como una religión estatal. En Massachusetts, no se podría establecer una nueva iglesia sin el permiso de las iglesias congregacionales existentes de la colonia y el gobierno. Del mismo modo, Connecticut permitió solo una iglesia por pueblo o parroquia, que tenía que ser Congregacional.
Todos los residentes de Massachusetts y Connecticut estaban obligados a pagar impuestos por el apoyo de las iglesias congregacionales, incluso si eran disidentes religiosos. La franquicia se limitó a los miembros de la iglesia congregacional en Massachusetts y New Haven, pero los derechos de voto fueron más extensos en Connecticut y Plymouth. En Connecticut, la asistencia a la iglesia los domingos era obligatoria (tanto para los miembros de la iglesia como para los no miembros), y los que no asistían eran multados. Sin embargo, los que tenían cargos en la iglesia tenían prohibido ocupar cargos en el gobierno civil.
En Massachusetts consideraron a los cuáqueros como uno de los herejes más reprensibles y promulgaron varias leyes contra ellos, incluido el destierro bajo pena de muerte en caso de retorno. Bajo vigencia de esta legislación, en Boston fueron ejecutados dos cuáqueros en 1659 y tres más, entre ellos Mary Dyer, fueron ahorcados el 1 de junio de 1660.
Una segunda corriente fue la doctrina  de la inerrancia bíblica, formulada en el Princeton Theological Seminary para responder a la lectura crítica de la Biblia. Desde Princeton se declaró, que siendo la Biblia fue divinamente inspirada (2 Timoteo 3:16) no tiene ningún error. El profesor de teología del Seminario de Princeton, Charles Hodge, insistió en que la Biblia era inerrante porque Dios inspiró o "insufló" sus pensamientos exactos en los escritores bíblicos. Los teólogos de Princeton creían que la Biblia debería leerse de manera diferente a cualquier otro documento histórico, y también creían que el modernismo cristiano y el liberalismo llevaron a las personas al infierno al igual que las religiones no cristianas.
La inerrancia bíblica fue un punto de encuentro particularmente significativo para los fundamentalistas. Este enfoque de la Biblia está asociado con enfoques hermenéuticos evangélicos conservadores de las Escrituras que van desde el método histórico-gramatical hasta el literalismo bíblico.
El movimiento tiene su origen en 1878 en una reunión de la “Reunión de Creyentes para el Estudio de la Biblia” (que se convirtió en la Conferencia Bíblica de Niágara) en los Estados Unidos, donde se establecieron 14 creencias fundamentales por parte de pastores evangélicos.
Para Hans Küng el primer artículo del Credo Niágara de 1878 se formuló como base de todo el movimiento fundamentalista cristiano:

“Creemos que la totalidad de la Escritura está dada mediante la inspiración de Dios”

Se puede fechar el inicio del uso de «fundamentalista» a finales de la década de 1910, tras la enunciación en 1910 por parte de la Asamblea General de la Iglesia Presbiteriana de los Estados Unidos de los Cinco Fundamentos (o fundamentales) necesarios y esenciales de la fe cristiana. Esto vino a raíz de una disputa el año anterior sobre si se debía ordenar sacerdotes a un grupo de novicios que se negaban a afirmar el nacimiento de Cristo del cuerpo de una virgen. Los Fundamentos escogidos fueron, pues:
- La inspiración de la Biblia por el Espíritu Santo y la infalibilidad de las Escrituras como resultado de dicha inspiración.
- El nacimiento de Cristo del seno de una virgen.
- La creencia de que la muerte de Jesucristo fue una muerte vicaria.
- La resurrección en cuerpo de Jesús.
- La realidad histórica de los milagros de Jesucristo.

Siguiendo estas pautas es obvio que hay muchas ideas que hoy se asignarían inmediatamente a un fundamentalista y que, sin embargo, están ausentes de la declaración de la cual toman el nombre. Por ejemplo, no se da siempre que quien afirma la infalibilidad de la Biblia argumente también a favor de una interpretación literal de la misma. De hecho, las corrientes 'literalistas' tienen unas raíces mucho más profundas que el fundamentalismo y se remontan a las discusiones de antaño sobre si la Biblia se puede traducir, etc.
El Seminario Teológico de Dallas, fundada en 1924 en Dallas, tendrá una influencia considerable en el movimiento mediante la formación de estudiantes que establecerán varios  colegios bíblicos e iglesias fundamentalistas independientes en el sur de los Estados Unidos.

## Fundamentalismo en denominaciones cristianas

### Cristianismo evangélico
En Cristianismo evangélico, la palabra "bíblica" o "independiente" a menudo aparece en el nombre de una iglesia o asociación fundamentalista. Se reivindica la independencia de la iglesia y la afiliación a una asociación cristiana es poco frecuente, aunque existen asociaciones fundamentalistas. Las iglesias fundamentalistas también pueden estar en la misma asociación que las iglesias moderadas.  Se pone gran énfasis en la interpretación literal de la Biblia como el método principal de estudio de la Biblia así como la inerrancia bíblica y la infalibilidad de su interpretación. Se oponen a la justicia social y cualquier movimiento ecuménico con asociaciones que no tienen las mismas creencias.Las iglesias ponen gran énfasis en el diezmo obligatorio y amenazan a quienes no lo pagan con maldiciones del Antiguo Testamento, ataques del diablo y pobreza.   El activismo anti-LGBT es una causa particularmente importante para ellos y las declaraciones de odio contra las personas homosexuales son comunes.  La adhesión a las  teorías de la conspiración es común. 

### Bautistas fundamentalistas
La tradición bautista independiente comenzó a finales del siglo XIX y principios del siglo XX entre las congregaciones bautistas locales, cuyos miembros estaban preocupados por el avance del modernismo y el liberalismo en las denominaciones cristianas y en las convenciones bautistas nacionales de los Estados Unidos y el Reino Unido.
Los fundamentalistas se distinguen por su conservadurismo en cuestiones políticas, sociales (rechazo del aborto, la homosexualidad, el divorcio, etc.) y religiosas (practican la llamada “separación bíblica”, rechazando el ecumenismo [o la unión con otras iglesias] que no esté basado en la fidelidad a las Escrituras).
Debido al uso que los medios han dado al término “fundamentalismo” (de cuño cristiano conservador), los bautistas fundamentalistas han comenzado a llamarse a sí mismos: “conservadores”, “fundamentales” o “iglesias bíblicas”.

## Caracterización del fundamentalismo cristiano
El fundamentalismo cristiano, cumpliría las siguientes características:
- Es básicamente la interpretación literal de la Biblia.
- Infalibilidad de su interpretación. [18]
- Rechaza, literalmente, el aporte de la ciencia.
- Es la dogmatización de la concepción cristiana.[26]
- Para los que defienden la letra de la Biblia: Creación y evolución son incompatibles.
- Se considera que el cristianismo en el fondo es tradición, pero que cuando se idolatra el cristianismo no es tradicionalismo.
- Sostener que la creación se dio tal como está anunciada en el Génesis, es decir, en una semana.
- Rechaza la separación iglesia-estado.
- El fundamentalismo bloquea el diálogo y/o debate.
- Se opone a cualquier variante religiosa revelada fuera de las concepciones anteriormente dichas, considerándolas como anticristianas o apócrifas (ej: catolicismo, judaísmo, islamismo, entre otros)
- También se "opone al cambio climático", bajo la creencia de que no existe porque la Biblia no lo menciona.
- Rechaza el uso del preservativo incluso dentro del matrimonio, además de aceptar solamente las relaciones sexuales para procrear y no por mero placer.
- Hay una actitud de desconfianza hacia el campo de la justicia social.[27]
- Se oponen al feminismo y creen que una mujer no debe tener un trabajo de mujer, sino ser ama de casa.[28]

## Fundamentalismo cristiano en los siglosXXyXXI
En general el término fundamentalismo se utiliza para referirse a posiciones radicales y conservadores dentro de cualquier ideología o religión que en algunos casos pueden llegar a adoptar acciones armadas y terroristas. El fundamentalismo puede referirse tanto a fundamentalismos religiosos (fundamentalismo islámico, fundamentalismo cristiano, fundamentalismo judío) como a otras ideologías como ocurre en el denominado fundamentalismo de mercado o en el fundamentalismo comunista. Habitualmente la construcción de un pasado histórico mitificado y sesgado contribuye a relanzar visiones enfrentadas de raíz religiosa que justificarían comportamientos radicales y acciones terroristas (atentados del 11 de septiembre de 2001, atentados del 11 de marzo de 2004, atentados de Noruega de 2011).
Desde finales del siglo XX y durante el siglo XXI se hace referencia al fundamentalismo cristiano cuando desde posiciones de raíz cristiana se defienden posturas radicales y conservadoras que por sí mismas justificarían la violación o inclumplimiento de otras normas civiles de rango nacional o internacional que estuvieran en contra de esos principios llegando, en ocasiones, a promover la acción violenta para la defensa de esos principios. En este sentido no se diferencia de ningún otro tipo de fundamentalismo. Los fundamentalismos se retroalimentan al negarse mutuamente y provocarían enfrentamientos indeseados (guerra de religión, choque de civilizaciones, guerra contra el terrorismo).